# Riom (Grisons)
Pour les articles homonymes, voir Riom.
Riom est une localité et une ancienne commune suisse du canton des Grisons, située dans la région d'Albula.

## Histoire
Situé sur la route du col du Julier, le village est occupé depuis l'époque romaine comme l'ont démontré les fouilles menées entre 1979 à 1983. Par la suite, il devient le centre administratif local jusqu'au Moyen Âge lorsque les nobles locaux, administrateurs impériaux, firent construire le château fort. Le village et son château passa ensuite dès 1258 sous le contrôle de l'évêque de Coire, qui en fit le siège de son bailli pendant 300 ans, puis sous la juridiction de la Ligue de la Maison-Dieu. Le village fut pratiquement détruit par un incendie en 1864.
Le 1er janvier 1993, la commune fusionne avec sa voisine de Parsonz pour former la nouvelle commune de Riom-Parsonz (qui fusionnera par la suite avec ses voisines pour former Surses.

## Patrimoine bâti
Le château est inscrit comme bien culturel d'importance nationale, alors que l'église catholique Saint-Laurent (construite en 1461, puis reconstruite en 1677), est inscrite comme bien culturel d'importance régionale.